# Clanculus bicarinatus
Clanculus bicarinatus is een slakkensoort uit de familie van de Trochidae. De wetenschappelijke naam van de soort is voor het eerst geldig gepubliceerd in 1880 door Angas.